# Mundialito por clubes
El Mundialito per club fue un torneo amistoso organizado por el canal televisivo italiano Canale 5 en la década de 1980.
Fue por invitación con criterios de selección. Disputado en Milán de 1981 a 1987 cada dos años, con la excepción de 1985 (cuando fue reemplazado por la Super Coppa Misura), nació con la idea básica de invitar solo a los clubes ganadores de la Copa Intercontinental.

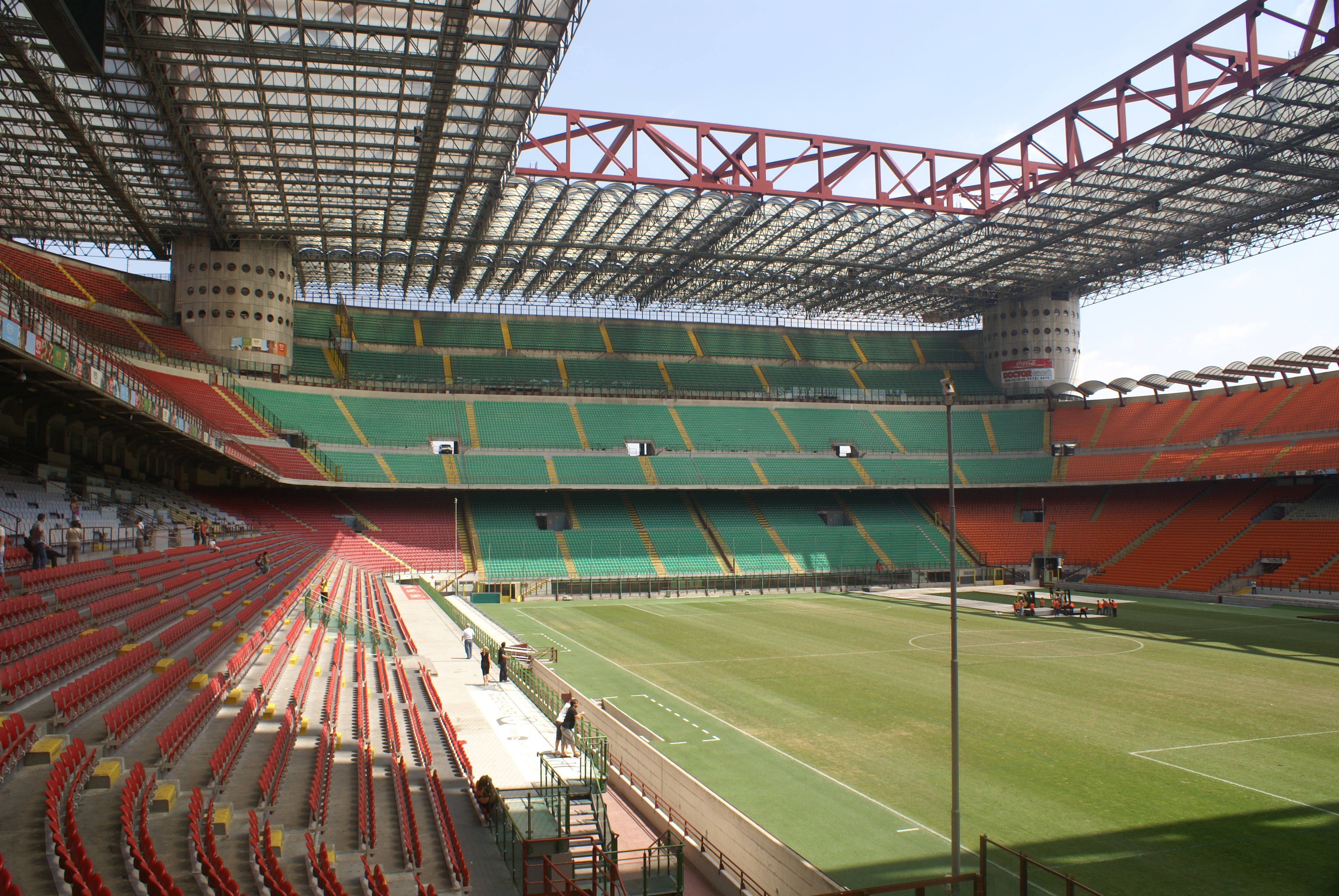
Vista interior del Estadio Giuseppe Meazza después de la reestructuración por la Copa del Mundo de 1990 (en el momento del mundialito faltaban el tercer anillo y la cobertura).

## Historia y fórmula
De hecho, la competencia consistió en la participación fija de Inter de Milán y Milan (en las dos primeras ediciones acababa de ser promovida de la Serie B a la Serie A) y rodeada de invitados nacionales de lujo (Juventus, que en el momento de su participación en 1983 no tenía la Copa Intercontinental en sus palmarés pero era ya el equipo más titulada del país anfitrión) e internacionales (Peñarol, Santos, Feyenoord, Flamengo) lo que constituyó un gran atractivo mediático.
La edición 1987 tomó menos aliento "global" que las anteriores, ya que solo participaron equipos europeos, entre los cuales solo el Inter y el Milán habían ganado la Copa Intercontinental.

## Palmarés
| N.º | Año   | Campeón        | País               | Copas Intercontinentales ganadas | Equipos UEFA | Equipos CONMEBOL |
| --- | ----- | -------------- | ------------------ | -------------------------------- | ------------ | ---------------- |
| 1   | 1981  | Internazionale | Bandera de Italia  | 1964 y 1965                      | 3            | 2                |
| 2   | 1983  | Juventus       | Bandera de Italia  | -                                | 3            | 2                |
| 3   | 1985* | Peñarol        | Bandera de Uruguay | 1961, 1966, 1982                 | 1            | 3                |
| 4   | 1987  | Milan          | Bandera de Italia  | 1969                             | 5            | 0                |

- El Mundialito de 1985 estaba originalmente programado en Milán en junio en el estadio Estadio Giuseppe Meazza, pero Inter y el Milán estaban ocupadas en la Copa de Italia 1984-1985 y la Juventus estaba de vuelta de los trágicos hechos de l'Heysel; finalmente el torneo se celebró en agosto en el estadio "Manuzzi" de la ciudad italiana de Cesena. Fue llamado pero Super Coppa Misura y participaron Inter de Milán, Peñarol, Santos e Independiente.[2]